# Zacatecaskatedralen
Zacatecaskatedralen (spanska: Catedral Basílica de Nuestra Señora de la Asunción) är en romersk-katolsk kyrka i  Zacatecas i delstaten med samma namn i Mexiko. Katedralen ligger i stadens historiska centrum som upptogs på Unescos världsarvslista 1993.
Den första kyrkan på platsen byggdes på 1500-talet och ersattes av en ny år 1625. Den första stenen till katedralen lades 1718, och 1752 helgades kyrkan åt Jungfru Marie himmelsfärd. Den invigdes 1841, när fasaden och ett av kyrktornen var klara, och färdigställdes 1904. År 1862 utsågs kyrkan till katedral av påve Pius IX och 1959 utsågs den till mindre basilika av påve Johannes XXIII.

## Byggnaden
Katedralen är byggd i slät rosa sten i sen barock- eller churriguerastil och  fasaden består av tre delar, varav den mittersta är rikt dekorerad. De två kyrktornen är nedtill täckta med slät sten och har en rikt dekorerad överdel. 
Basilikans mittskepp bildar tillsammans med tvärskeppet ett latinskt kors och interiören är i nyklassisk stil.
Det moderna huvudaltaret är tillverkat av björk från Finland, täckt med bladguld och dekorerat med skulpturer av brons. Det prisbelönta altaret skapades 2010 av arkitektfirman Gantous och den mexikanska konstnären Javier Marín.

## Bilder

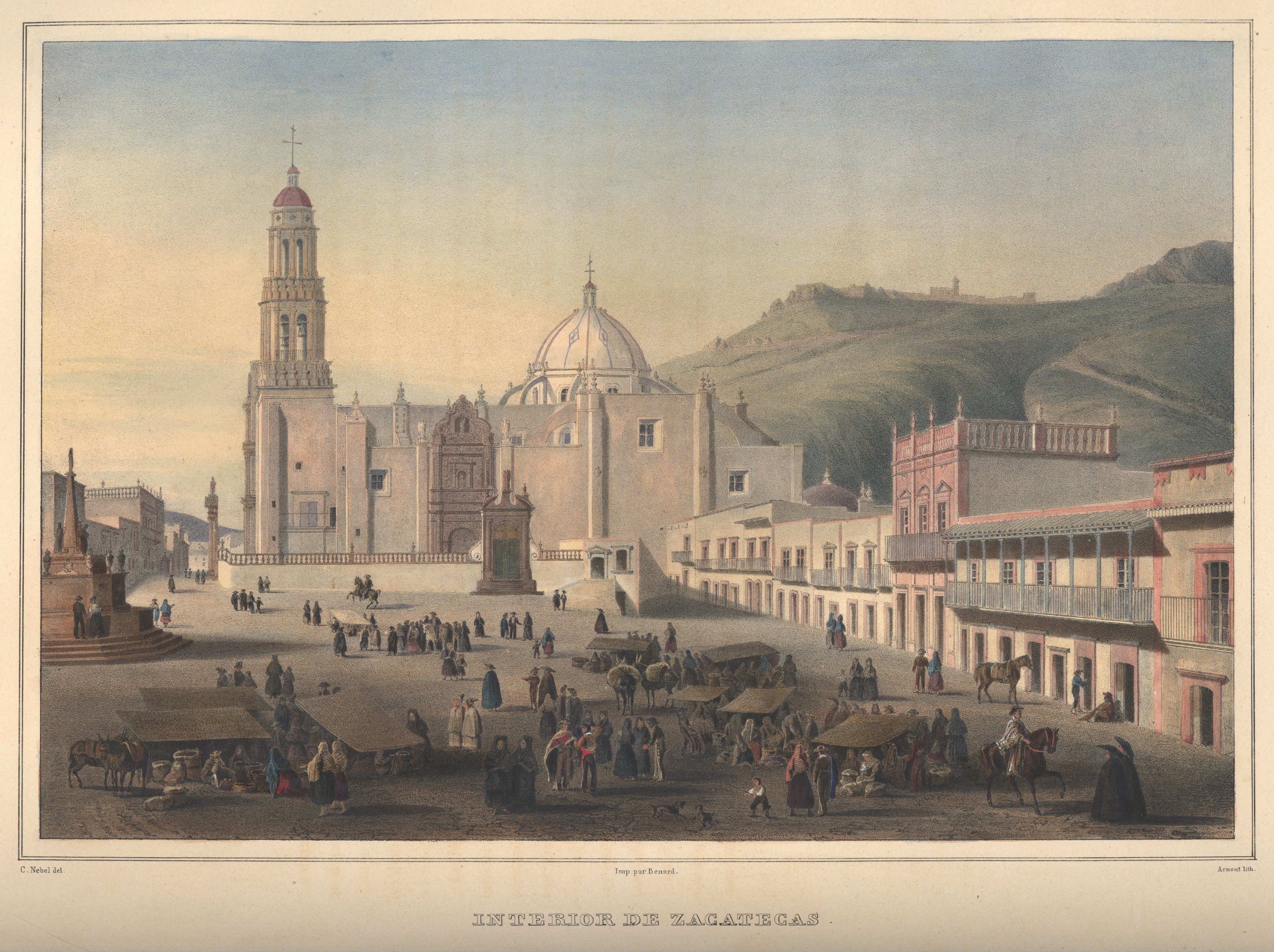
Handkolorerad litografi från 1836.
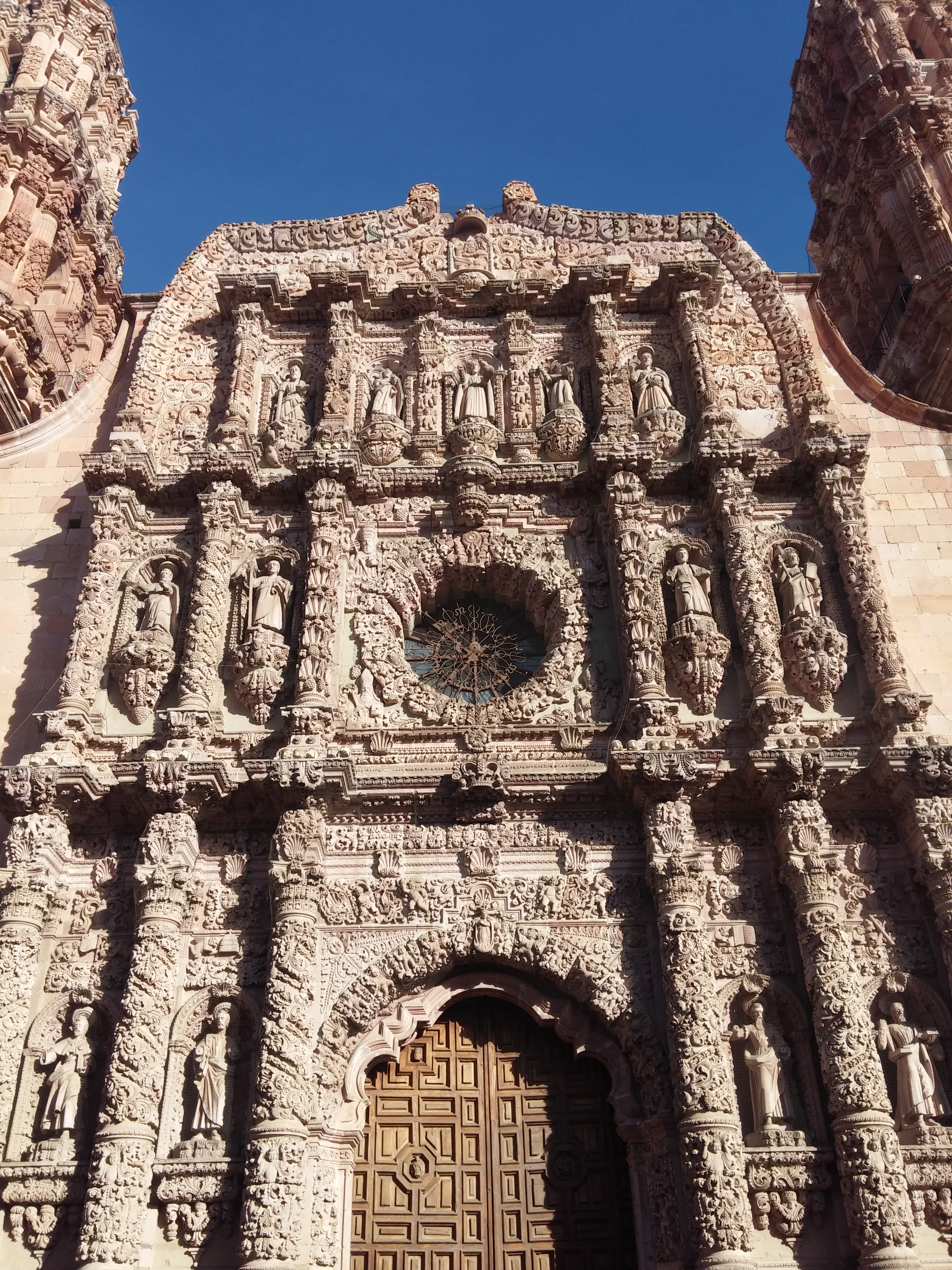
Fasaden.
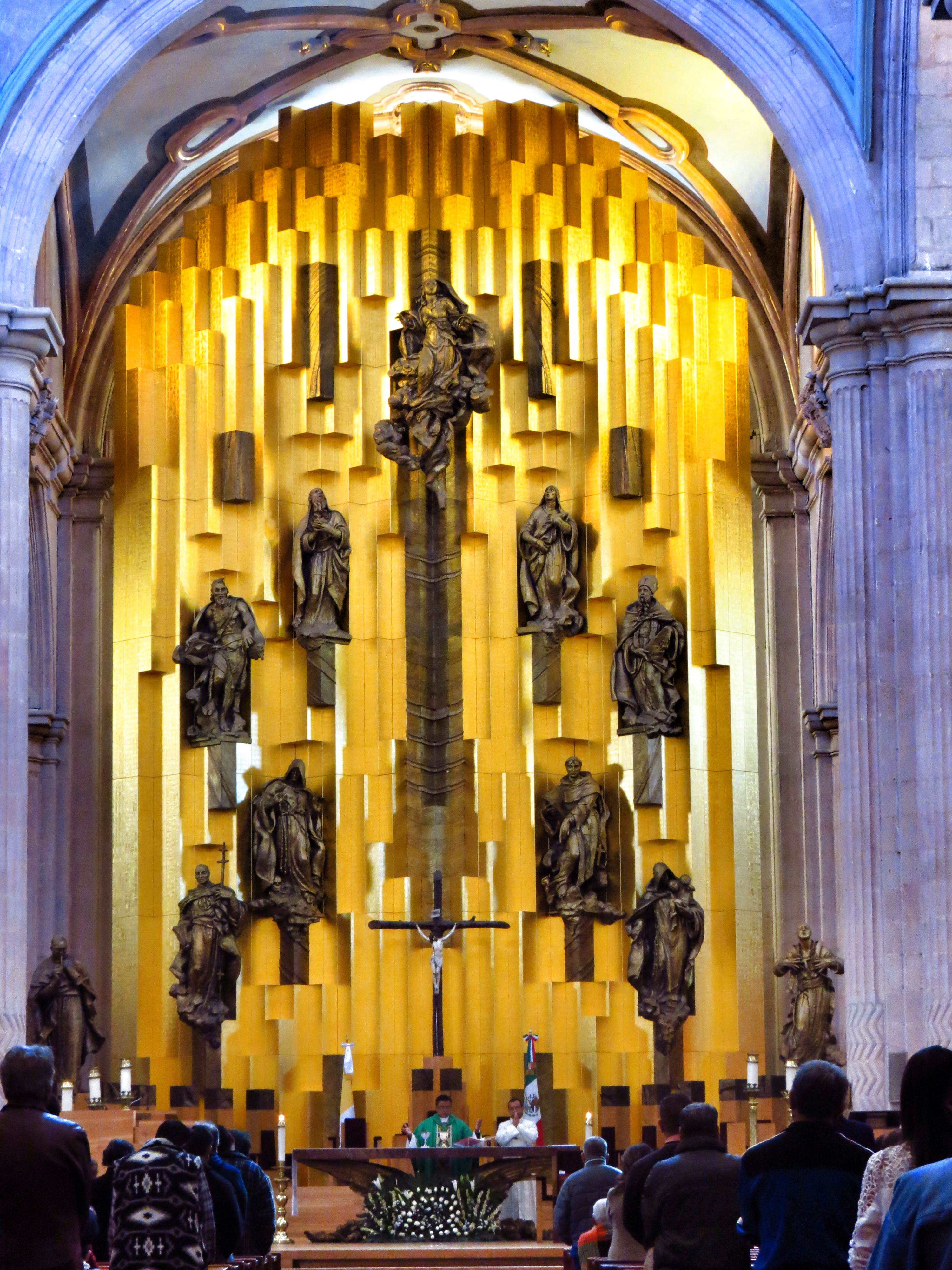
Huvudaltaret från 2010.